# Літні Паралімпійські ігри 1968
Літні Паралімпійські ігри 1968 — Треті Паралімпійські ігри. Проходили в Тель-Авіві, Ізраїль, з 8 по 13 листопада. на змагання приїхало 750 спортсменів, які змагалися у 10 видах спорту та розіграли 181 комплект нагород.
Ігри відбулися в Ізраїлі завдяки фінансовій підтримці ізраїльського уряду. На церемонії відкриття в Єрусалимі були присутні понад 10 тис. осіб — це були перші Паралімпійські гри, що зібрали масову аудиторію.
На момент проведення офіційно називалися — 17-ті Міжнародні Стоук-Мандевільські ігри.

## Підсумковий медальний залік
| Загальна кількість медалей |                 |        |        |        |        |
| №                          | Країна          | Золото | срібло | Бронза | Всього |
| 1                          | США             | 33     | 27     | 39     | 99     |
| 2                          | Велика Британія | 27     | 21     | 20     | 68     |
| 3                          | Ізраїль         | 17     | 21     | 25     | 63     |
| 4                          | Австралія       | 15     | 16     | 7      | 38     |
| 5                          | Франція         | 14     | 9      | 9      | 32     |
| 6                          | Італія          | 13     | 10     | 15     | 38     |
| 7                          | ФРН             | 12     | 12     | 11     | 35     |
| 8                          | Нідерланди      | 12     | 4      | 4      | 20     |
| 9                          | Аргентина       | 11     | 10     | 10     | 31     |
| 10                         | ПАР             | 9      | 10     | 7      | 26     |
| 11                         | Канада          | 6      | 6      | 7      | 19     |
| 12                         | Родезія         | 5      | 8      | 7      | 20     |
| 13                         | Норвегія        | 5      | 3      | 1      | 9      |
| 14                         | Ямайка          | 3      | 1      | 1      | 5      |
| 15                         | Австрія         | 2      | 6      | 11     | 19     |
| 16                         | Японія          | 2      | 2      | 8      | 12     |
| 17                         | Швеція          | 1      | 6      | 4      | 11     |
| 18                         | Ірландія        | 1      | 5      | 5      | 11     |
| 19                         | Нова Зеландія   | 1      | 2      | 1      | 4      |
| 20                         | Іспанія         | 0      | 4      | 0      | 4      |
| 21                         | Бельгія         | 0      | 3      | 3      | 6      |
| 22                         | Швейцарія       | 0      | 2      | 6      | 8      |

## Види спорту
- Стрільба з лука
- Легка атлетика
- Дартс
- Lawn Bowls
- Снукер
- Плавання
- Настільний теніс
- Важка атлетика
- Баскетбол серед спортсменів-колясочників
- Фехтування серед спортсменів-візочників